# Seznam avstralskih astronomov
Seznam avstralskih astronomov.

## B
- John Gatenby Bolton (1922 - 1993)
- Ronald N. Bracewell
- John Broughton

## D
- James Dunlop (1793 - 1848)

## G
- Bryan Gaensler
- Walter Frederick Gale
- Gordon J. Garradd

## H
- Arthur Robert Hogg
- Shaun M. Hughes

## K
- Pavel Kroupa (1963 -) (češko-avstralski)

## M
- David Malin
- Robert H. McNaught

## P
- Joseph Lade Pawsey

## R
- Kenneth S. Russell

## S
- Edwin Ernest Salpeter
- John Francis Skjellerup

## T
- John Tebbutt
- Charles Todd

## W
- John Paul Wild (1923 – 2008)

## Z
- Frank B. Zoltowski